# Stephen Keshi
Stephen Okechukwu Keshi (Lagos, 31 januari 1962 – Benin City, 8 juni 2016) was een Nigeriaanse voetballer en voetbalcoach. Op 10 februari 2013 won hij als bondscoach van Nigeria de Afrika Cup 2013 middels een 1-0 overwinning op Burkina Faso in de finale.

## Speler

### Afrika
Keshi debuteerde bij het plaatselijke St.Finbarr's College Lagos en maakte als jongeman de overstap naar ACB Lagos. In 1979 werd de toen zeventienjarige verdediger in het A-elftal opgenomen, maar een jaar later volgde een transfer. Keshi belandde bij New Nigeria Bank FC, waar hij tot 1984 vertoefde. Hij won er twee keer op rij de General Eyadéma Cup, een kampioenschap voor West-Afrikaanse clubs. In die periode werd hij voor de eerste keer opgeroepen voor de nationale ploeg.
Na enkele seizoenen bij New Nigeria Bank trok Keshi naar Ivoorkust. Hij speelde er gedurende twee jaar voor twee verschillende clubs: Stade d'Abidjan en Africa Sports. Bij die laatste club versierde de sterke verdediger een transfer naar KSC Lokeren.

### KSC Lokeren
Bij Lokeren was Aimé Antheunis aan de slag als coach. In zijn eerste seizoen kreeg Keshi amper speelkansen en zag hij hoe de club bij momenten flirtte met de degradatie. Een jaar later kreeg de Nigeriaan meer mogelijkheden om zich te bewijzen. Hij speelde regelmatig en pikte ook enkele doelpunten mee. Lokeren eindigde als vierde in het eindklassement en plaatste zich zo voor de UEFA Cup. Keshi had bij enkele clubs een goede indruk nagelaten, zo ook bij toenmalig landskampioen RSC Anderlecht. Keshi had eerder dat jaar in de competitie nog gescoord tegen Anderlecht.

### RSC Anderlecht
Manager Michel Verschueren haalde Keshi samen met zijn ploegmaat Kari Ukkonen naar Anderlecht. In eerste instantie was de concurrentie groot bij de Brusselse club. Adri van Tiggelen, Georges Grün en Stéphane Demol leken voor aanvang van het seizoen de voorkeur te krijgen van trainer Georges Leekens. Maar Keshi ontpopte zich tot een vaste waarde. Centraal in de verdediging vormde hij samen met de ervaren Van Tiggelen een sterk duo. Ook toen Raymond Goethals werd aangeduid als de vervanger van Leekens bleef Keshi een belangrijke pion. In die dagen streed RSCA nderlecht zowel in eigen land als in Europa met KV Mechelen om de prijzen. De rechtstreekse duels tegen Mechelen waren dan ook erg geladen. Zo stonden de twee clubs in 1988 tegenover mekaar in de Europacup II. Keshi eiste een hoofdrol op want de verdediger pakte al na drie minuten een rode kaart. RSC Anderlecht verloor uiteindelijk met 1-0 na een late goal van Marc Wilmots en werd twee weken later definitief uitgeschakeld.
In 1990 maakte de club gebruik van Keshi's bekendheid bij het Afrikaanse volk. Anderlecht had de erg jonge en talentvolle Ghanees Nii Lamptey op het oog en hoopte dat Keshi de jonge voetballer naar Brussel kon halen. Tijdens een interland met de nationale ploeg maakte Keshi tijd vrij om met Lamptey te praten. Wat later, met de hulp van onder meer manager Verschueren, slaagde Keshi er in om Lamptey naar België te vliegen.
Keshi bleef uiteindelijk vier seizoenen in RSC Anderlecht. In zijn laatste seizoen, toen hij van trainer Aad de Mos vaak op de bank moest zitten, speelde hij voor de eerste maal kampioen. Voordien had hij onder Goethals wel al twee keer de Beker van België veroverd.

### Straatsburg
RC Strasbourg werd in '91 de nieuwe club van de Nigeriaanse international. De Franse club was net gepromoveerd naar Ligue 1 en had als voornaamste doel het behoud in de hoogste afdeling. Keshi kwam opnieuw vaker aan spelen toe en werd gedurende twee seizoenen een vaste waarde in het elftal van Gilbert Gress, die in het verleden nog coach was van Club Brugge. Keshi was in die periode een ploegmaat van onder meer Frank Lebœuf.

### RWDM
Het was RWDM dat de verdediger terug naar België haalde, maar speelkansen kreeg hij amper. Keshi zag hoe de trainer de voorkeur gaf aan Daniel Camus en Daniel Nassen. Het werd een ellendig seizoen voor Keshi, die vier keer in actie kwam en zag hoe RWDM net niet hoefde te degraderen.

### Einde carrière
De ondertussen 32-jarige Keshi werd nog steeds opgeroepen voor de nationale ploeg. Hij verhuisde  voor enkele jaren naar de Verenigde Staten, waar hij in de lagere divisies speelde voor financieel interessante clubs. In 1997 belandde hij in Maleisië en zette vervolgens een punt achter zijn loopbaan als speler.

## International

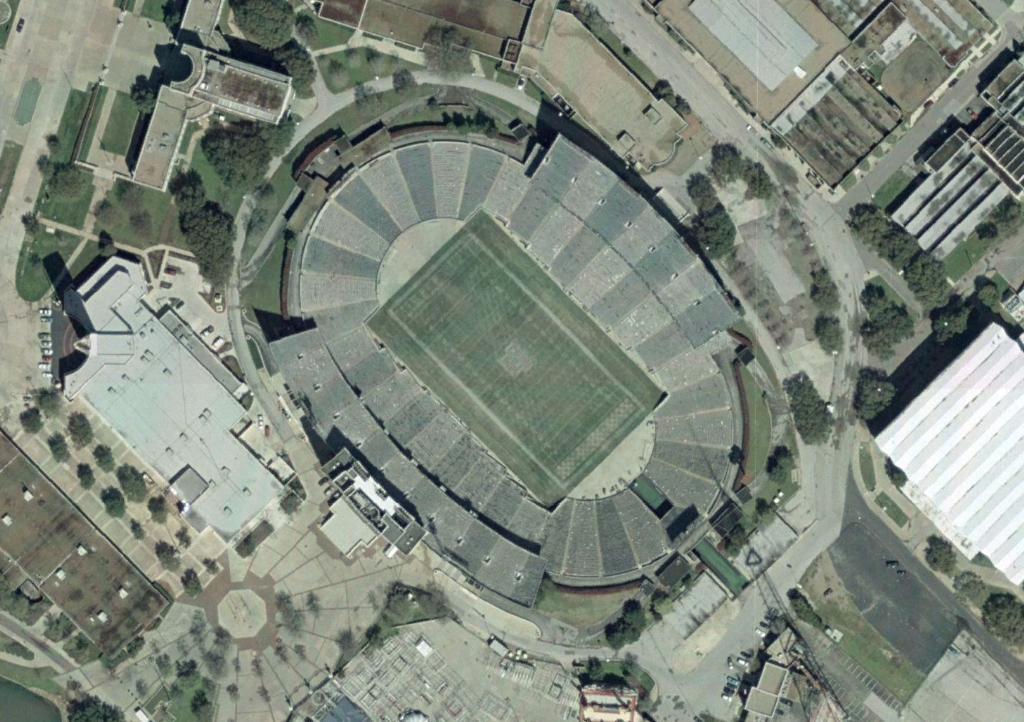
In de Cotton Bowl, een stadion in Dallas, was Stephen Keshi de aanvoerder tijdens de eerste WK-wedstrijd van Nigeria; de Super Eagles wonnen met 3-0 van Bulgarije

Van 1981 tot 1995 voetbalde Keshi voor de nationale ploeg van Nigeria. Hij maakte zijn debuut op 18 juli 1981 in de wedstrijd tegen Opper-Volta (1-0). Keshi was een tijd lang de aanvoerder van de Super Eagles. In 1994 won hij met zijn vaderland de Afrika Cup. Dat jaar nam hij voor de enige keer deel aan het Wereldkampioenschap. Het was de eerste keer dat Nigeria naar het WK mocht. Keshi was de oudste speler uit de nationale selectie en tevens aanvoerder.
Na de verloren wedstrijd in de achtste finale tegen Italië (1-2) bij het WK 1994 beëindigde hij per direct zijn interlandloopbaan. Keshi was verbitterd over de Nederlandse bondscoach Clemens Westerhof. "Ik werd niet opgesteld, omdat ik kritisch was. Hij was geen coach. Hij was een kletsmajoor, een praatjesmaker."

## Trainer
Gedurende zijn periode in de Verenigde Staten volgde Keshi een trainerscursus. In 2004 werd hij aangesteld als bondscoach van Togo. Het land, dat vooral rekende op de kwaliteiten van aanvaller Emmanuel Adebayor, kon zich onder Keshi plaatsen voor het WK 2006 in Duitsland. Het was de eerste WK-deelname voor Togo, dat ondertussen ondermaats presteerde op de Afrika Cup '06. Door de slechte prestatie van Togo besloot de voetbalbond om Keshi te vervangen door Otto Pfister. Hierdoor mocht Keshi niet naar het WK.
Keshi kreeg bovendien hoogoplopende ruzie met Emmanuel Adebayor, de sterspeler van Togo. Keshi vond dat Adebayor te veel met zijn transfer naar Arsenal bezig was. Hij noemde de in Nigeria geboren aanvaller zelfs "een huilbaby", nadat Adebayor vanwege ziekte van zijn moeder niet wilde spelen in een wedstrijd tegen Congo.
Pfister kon met Togo niet stunten op het WK. Bovendien dreigde de spelersgroep te staken omdat de voetbalbond de salarissen niet betaalde. In 2007 werd Keshi opnieuw bondscoach. In hetzelfde jaar stapte Keshi op.
De gewezen verdediger ging vervolgens aan de slag als bondscoach van Mali. Maar opnieuw een slechte prestatie op de Afrika Cup zorgde voor het ontslag van Keshi. Op 2 november 2011 werd hij aangesteld als bondscoach van zijn vaderland Nigeria. Hij volgde zijn oud-ploeggenoot Samson Siasia op. Op 16  november 2013 plaatste hij zich met zijn land voor het WK 2014 in Brazilië. Na een reeks teleurstellende resultaten werd hij medio oktober ontslagen door de Nigeriaanse voetbalbond.

## Overlijden
Keshi overleed in 2016 op 54-jarige leeftijd aan een hartstilstand.
1 Ngodigha ·
2 Babalade ·
3 Ugbade ·
4 Keshi  ·
5 Okechukwu ·
6 Eguavoen ·
7 George ·
8 Yekini ·
9 Siasia ·
10 Ekpo ·
11 Oliha ·
12 Elaho ·
13 Ikpeba ·
14 Ezeugo ·
15 Adepoju ·
16 Agu ·
17 Akpoborie ·
18 Agboola ·
19 Okon ·
20 Alatishe ·
21 Aminu ·
22 Shorunmu ·
Coach: Westerhof
1 Agbonavbare ·
2 Eguavoen ·
3 Iroha ·
4 Keshi  ·
5 Okechukwu ·
6 Okafor ·
7 George ·
8 Oliha ·
9 Yekini ·
10 Okocha ·
11 Amunike ·
12 Semitoje ·
13 Siasia ·
14 Amokachi ·
15 Oliseh ·
16 Agu ·
17 Ikpeba ·
18 Ekoku ·
19 Ugbade ·
20 Fuludu ·
21 Adepoju ·
22 Rufai ·
Coach: Westerhof
1 Rufai ·
2 Eguavoen ·
3 Iroha ·
4 Keshi  ·
5 Okechukwu ·
6 Nwanu ·
7 George ·
8 Oliha ·
9 Yekini ·
10 Okocha ·
11 Amunike ·
12 Siasia ·
13 Ezeugo ·
14 Amokachi ·
15 Oliseh ·
16 Agu ·
17 Ikpeba ·
18 Ekoku ·
19 Emenalo ·
20 Okafor ·
21 Adepoju ·
22 Agbonavbare ·
Coach: Westerhof
1 Enyeama ·
2 Yobo  ·
3 Echiéjilé ·
4 Obiora ·
5 Ambrose ·
6 Egwuekwe ·
7 Musa ·
8 Ideye ·
9 Emenike ·
10 Mikel ·
11 Moses ·
12 Gabriel ·
13 Ogude ·
14 Oboabona ·
15 Uche ·
16 Ejide ·
17 Onazi ·
18 Uzoenyi ·
19 Mba ·
20 Igiebor ·
21 Oshaniwa ·
22 Omeruo ·
23 Agbim ·
Coach: Keshi
1 Enyeama ·
2 Yobo  ·
3 Uzoenyi ·
4 Gabriel ·
5 Ambrose ·
6 Egwuekwe ·
7 Musa ·
8 Odemwingie ·
9 Emenike ·
10 Mikel ·
11 Moses ·
12 Odunlami ·
13 Oshaniwa ·
14 Oboabona ·
15 Azeez ·
16 Ejide ·
17 Onazi ·
18 Babatunde ·
19 Nwofor ·
20 Uchebo ·
21 Agbim ·
22 Omeruo ·
23 Ameobi ·
Coach: Keshi